# テイバン・タイムズ
『テイバン・タイムズ』は、2014年4月13日から2022年3月20日までBS朝日で放送されていた情報バラエティ番組である。それ以前にも2012年4月13日から2014年3月23日まで『テイバン.tv』（テイバンティービー）と題して放送されていた。BS朝日とテレビ朝日映像の共同製作。

## 概要
毎回さまざまなテーマにおける日本の定番商品や新たな日本の定番になりそうものを、テレビ番組定番の手法でもって取材・紹介している番組シリーズ。リポーターのハマカーンは、海外の新聞社から日本に派遣されてきた特派員という設定で出演しており、毎回編集長から出される指令に基づいて日本のヒット商品やトレンド情報を取材している。
『テイバン.tv』時代末期の2014年2月2日放送分までは「○○の定番」がサブタイトルの定番になっていたが、その翌週放送分からはそれにとらわれないサブタイトルが付けられている。
この番組はテレビ放送のほか、YouTubeでの動画配信も行われている（番組公式サイトの「動画」ページを参照）。ただし、YouTubeで視聴可能なのは直近3週分までとなっており、最新の動画がアップロードされるたびに古い動画は順次削除される。

## 放送時間
いずれも日本標準時。
- 金曜 23:00 - 23:54 （2012年4月13日 - 2013年9月27日）
- 日曜 11:00 - 12:00 （2013年10月13日 - 2015年3月22日） - 途中、2014年4月13日放送分をもって『テイバン・タイムズ』へ改題。
- 日曜 11:00 - 11:55 （2015年4月12日 - 2018年03月25日）
- 第1・3日曜 11:00 - 11:55（2018年04月29日 - 2022年3月20日）

## 出演者

### 現在の出演者
- 浜谷健司（ハマカーン） - リポーター。
- 神田伸一郎（ハマカーン） - リポーター。
- ロニー・ハーシュ - 『テイバン.tv』では声のみの出演。『テイバン・タイムズ』では、毎回オープニングとエンディングに編集長ジョン・スミスとして出演している。
- このほか、毎回1人のゲストリポーターが登場し、ハマカーンと行動を共にする。

### 過去の出演者
- 甲斐まり恵 - 2012年9月28日放送分まで出演。
- 相沢まき - ゲストということになっていたが[2]、実際には初回から2012年9月28日放送分まで通して出演していた。
- 原杏奈 - 相沢と同じくゲストということになっていたが[2]、彼女も実質的にはレギュラーだった。

## スタッフ
データは『テイバン・タイムズ』第84回・第85回・第86回の公式配信動画からの参考。
- ナレーター：櫻隼人、笹谷陽子
- 構成：河井裕司、大場華
- カメラ：中池護、渡辺久子
- VE：姜ハナ、高橋章浩、土田聖美
- EED：岡田聡（MediaCity）
- MA：河合俊治（MediaCity）
- 音効：加藤斉昭
- 企画協力：市川大介（電通）
- 音楽協力：テレビ朝日ミュージック
- 衣装協力：ナガイレーベン（株）
- デスク：石井晴美（BS朝日）
- ディレクター：礒暁、橋向治海 、児島良周（フリーピット）、柿沼浩行
- プロデューサー：大木由起子（BS朝日）、矢島直樹（ViViA）、竹花泰之（ViViA）、村上政彦（イデアワークスTV）、白井章満（フリーピット）
- 制作：BS朝日、テレビ朝日映像

## エンディングテーマ
- Agreed Greed（Salley）
- 暇な夜、雨が降る（ウルトラタワー）
- カウントダウン（カミナリグモ）
- Hello, Hello, Hello（ChouCho）
- CHOICE（Alice）
- あの娘のプラネタリウム（sympathy）
- BILLION DREAMS（Da-iCE）
- 私たちのストーリー（斉藤利菜）
- 月が綺麗（上北健）
- 東京タワー（遊佐未森）